# Armando Iannucci
Armando Giovanni Iannucci (ur. 28 listopada 1963 w Glasgow) – szkocki satyryk, komik, aktor, scenarzysta, reżyser i producent.

## Życiorys
Urodził się w Glasgow jako syn Armanda, włoskiego imigranta z Neapolu oraz Szkotki. Studiował w St Aloysius' College, University of Glasgow oraz na University College w Oksfordzie. Planował zostać księdzem. Porzucił ten zamiar i przerwał pracę nad doktoratem na temat Johna Miltona na rzecz kariery w świecie komedii.
Zaczynał we wczesnych latach dziewięćdziesiątych w BBC Scotland z programami takimi jak No' The Archie McPherson Show, by przenieść się do londyńskiego oddziału radia BBC. Razem z Chrisem Morrisem stworzył audycję On the Hour (BBC Radio 4), której telewizyjną inkarnacją było The Day Today nadawane na BBC 2. Jedna z postaci, Alan Partridge, doczekała się własnego serialu, najpierw jako Knowing Me, Knowing You with Alan Partridge, a potem Mówi Alan Partridge. 7 sierpnia 2013 roku ukaże się film pełnometrażowy Alan Partridge: Alpha Papa. W tytułową rolę wciela się Steve Coogan.
W latach 1995–1999 Iannucci prowadził w BBC 2 satyryczny program The Saturday Night Armistice razem z Peter Baynhamem i Davidem Schneiderem, z którymi pracował wcześniej przy On the Hour i The Day Today.
W 1999 roku nakręcił film krótkometrażowy Usta, będący częścią antologii filmowej Opowieści z metra.
Dla kanału Channel 4 stworzył w 2001 roku najbardziej osobiste ze wszystkich swoich dokonań, The Armando Iannucci Shows.
Powrócił do BBC w 2005 roku z politycznym sitcomem The Thick of It (BBC Four). Filmowa wersja serialu, Zapętleni (2009), nominowana była do Oscara w kategorii „Najlepszy scenariusz adaptowany”.
W 2006 stworzył quasi-dokument/parodię Time Trumpet (BBC 2).
Jego audycja Armando Iannucci's Charm Offensive nadawana jest od 2005 roku w BBC Radio 4. Jest pasjonatem muzyki klasycznej, na temat której dyskutował na antenie BBC Radio 3. Stworzył również libretto operetki Skin Deep.
Pierwszym serialem Iannucciego dla amerykańskiej telewizji, który odniósł sukces jest nadawana na HBO od 2012 roku polityczna komedia Figurantka z Julią Louis-Dreyfus w roli wiceprezydent Stanów Zjednoczonych, za którą otrzymała Nagrodę Emmy w 2012. W 2013 jest nominowana do Emmy oraz do Złotego Globu. Sama seria była nominowana do Emmy dwukrotnie.
Wśród nagród, jakie otrzymał znajdują się m.in. BAFTA, Sony Radio Academy Awards, British Comedy Awards oraz Writers' Guild of Great Britain. W 2011 roku przyznano mu tytuł honorowy (Doctor of Letters) od University of Glasgow za wkład w rozwój filmu i telewizji, a w 2012 od University of Exeter (DLitt). Wcześniej w tym samym roku został odznaczony Orderem Imperium Brytyjskiego IV klasy (OBE).
Wydał dwie książki będące zbiorami jego felietonów z The Observer, The Guardian i Daily Telegraph: Facts and Fancies (1997) oraz The Audacity of Hype (2009). Pracuje nad swoją pierwszą powieścią Tongue International.
Za swoją największą inspirację Iannucci uważa Woody’ego Allena.

## Życie prywatne
Jego żoną od 1990 roku jest Rachael Jones, z którą ma dwóch synów i córkę. Mieszkają w 
Hertfordshire.